# Libnotes dispar
Libnotes dispar is een tweevleugelig insect uit de familie steltmuggen (Limoniidae). De soort komt voor in het Afrotropisch gebied.